# Tellurure d'étain
Le tellurure d'étain est un composé d'étain et de tellure (SnTe) ; c'est un semi-conducteur à bande étroite IV-VI qui possède un gap direct de 0,18 eV. Il est souvent allié avec le plomb pour fabriquer du tellurure de plomb-étain, qui est utilisé comme matériau pour détecteur infrarouge.
Le tellurure d'étain est normalement un semi-conducteur de type p (semi-conducteur extrinsèque) à cause des lacunes d'étain et est un supraconducteur à basse température.
SnTe existe sous trois formes cristallines. À basse température, lorsque la concentration des porteurs de trous est inférieure à 1.5x1020 cm−3, le tellurure d'étain est sous la forme d'une phase rhomboédrique appelée α-SnTe. A température ambiante et pression atmosphérique, le tellurure d'étain est sous la forme d'une phase cristalline cubique de type NaCl, appelée β-SnTe. Sous une pression de 18 kbar, le β-SnTe se transforme en γ-SnTe, phase orthorhombique, groupe d'espace Pnma. Ce changement de phase est caractérisé par une augmentation de la densité de 11 % et de la résistance électrique de 360 % pour le γ-SnTe.
Le tellurure d'étain est un matériau thermoélectrique. Des études théoriques indiquent que la performance du type n devrait être particulièrement bonne.

## Propriétés thermiques
- Enthalpie standard de formation : - 14.6 ± 0.3 kcal/mole à 298 K
- Enthalpie de sublimation : 52.1 ± 1.4 kcal/mole à 298 K
- Capacité thermique : 12.1 + 2.1 x 10−3 T cal/deg
- Énergie de dissociation pour la réaction SnTe(g)-> Sn(g)+ Te(g) : 80.6 ± 1.5 kcal/mole à 298 K
- Entropie : 24.2 ± 0.1 cal/mole.deg
- Enthalpie de dimérisation pour la réaction Sn2Te2->2SnTe(g) : 46.9 ± 6.0 kcal/mole[9].

## Applications
Généralement, SnTe est allié avec Pb de façon à obtenir de propriétés optiques et électroniques intéressantes. De plus, à cause du confinement quantique, la largeur de bande du SnTe augmente au-delà de celle du matériau non allié, couvrant la gamme de l'infrarouge moyen. Le matériau allié a été utilisé dans des photodétecteurs infrarouge moyen et des générateurs thermoélectriques.